# انتخابات سراسری اکوادور (۲۰۱۷)
انتخابات سراسری اکوادور در ۱۹ فوریه ۲۰۱۷ برابر با ۱ اسفند ۱۳۹۵ به‌همراه همه‌پرسی گریزگاه‌های مالیاتی در اکوادور برگزار شد. مردم در این انتخابات رئیس‌جمهور و اعضای مجلس ملی این کشور را انتخاب کردند. رئیس‌جمهور وقت، رافائل کورئا از ائتلاف پائیس به مدت دو دوره حکومت کرده بود، لذا بنابر قانون اساسی صلاحیت شرکت در این دور را نداشت. لنین مورنو، نامزد ائتلاف پائیس در دور نخست انتخابات ریاست‌جمهوری توانست ۳۹٪ از آرا را به دست آورد. هر چند تعداد آرای او ۱۰٪ بیشتر از نزدیکترین رقیبش یعنی گیلرمو لاسو وابسته به حزب آفرینش فرصت‌ها بود اما بنابر قانون اساسی آستانهٔ لازم برای پیروزی در انتخابات ۴۰٪ است. از این رو قرار شد نتیجهٔ انتخابات با برگزاری دور دوم در ۲ آوریل برابر با ۱۳ فروردین ۱۳۹۶ مشخص شود. پس از برگزاری دور دوم، شورای ملی انتخابات با محاسبهٔ ۹۹٫۰۵٪ آرا اعلام کرد که لنین مورنو ۵۱٫۱۶٪ و گیلرمو لاسو ۴۸٫۸۴٪ از آرا را بدست آورده‌اند.

## پیش‌زمینه
از آنجا که رافائل کورئا نمی‌توانست در آن دور از انتخابات شرکت کند، هوادارانش کارزاری با عنوان «Rafael Contigo Siempre» (همیشه با تو رافائل) به منظور اصلاح قانون اساسی راه انداختند تا او بار دیگر بتواند در انتخابات شرکت کند. برگزاری همه‌پرسی در اکوادور نیاز به گردآوری ۸٪ امضا (۹۲۹٬۰۶۲) از جمعیت مجاز به انتخابات را دارد. اعضای کارزار نامبرده تا اوت ۲۰۱۶ توانستند ۱٫۲ میلیون امضا جمع‌آوری کنند. با این حال کورئا اعلام کرد که می‌خواهد از سیاست کناره‌گیری کند و قصد شرکت دوباره در انتخابات را ندارد.

## روش
رئیس‌جمهور اکوادور با روش دومرحله‌ای تغییریافته انتخاب می‌شود. در این روش خاص، یک نامزد باید بیش از ۴۰٪ از آرا را به‌دست آورده باشد و از نزدیک‌ترین رقیبش ۱۰٪ پیش باشد تا بتواند در دور نخست انتخاب شود.
۱۳۷ تن از اعضای مجلس ملی یا پارلمان اکوادور به سه روش انتخاب می‌شوند؛ ۱۱۶ نفر در حوزه‌های انتخابیه تک‌نماینده با روش نخست‌نفری، ۱۵ نفر در یک حوزهٔ انتخابیه سراسری با روش تناسبی و شش نفر از سه حوزهٔ انتخابیه دونماینده‌ای برای اکوادوری‌های خارج از کشور انتخاب می‌شوند. انتخابات برای همهٔ مردم به جز افراد بین ۱۶ تا ۱۸ سال یا بالای ۶۵ سال و همچنین بی‌سوادها اجباری است.

## نتایج

### ریاست‌جمهوری
شمارش آرا تا چهار روز طول کشید. این مدت بیش از حد معمول بود و از این رو کارزار انتخاباتی لاسو به روند شمارش مشکوک شد. در سال‌های پیش، شمارش آرا در همان روز انتخابات انجام می‌شد. مسئولان انتخابات تأخیر در شمارش را «ناسازگاری‌های عددی» در برخی صندوق‌های رأی اعلام کردند. با این حال مورنو کلاً در طول شمارش پیش از رقیب خود بود. اما در روز چهارم، از لحاظ ریاضی به هیچ وجه نمی‌شد او را برنده انتخابات دانست. از این رو انتخابات به دور دوم رفت.

نقشه نتایج دور نخست بر پایه استان‌های اکوادور
لنین مورنو
گیلرمو لاسو

| لنین مورنو                                                   | Alianza País                            | ۳٬۷۱۶٬۳۴۳  | ۳۹٫۳۶ | ۵٬۰۳۲٬۷۵۱  | ۵۱٫۱۵ |
| گیلرمو لاسو                                                  | Movimiento CREO                         | ۲٬۶۵۲٬۴۰۳  | ۲۸٫۰۹ | ۴٬۸۰۶٬۰۰۸  | ۴۸٫۸۵ |
| سینتیا ویتری                                                 | Partido Social Cristiano                | ۱٬۵۴۰٬۹۰۳  | ۱۶٫۳۲ |            |       |
| پاتو مونکایو                                                 | Acuerdo Nacional por el Cambio          | ۶۳۴٬۰۳۳    | ۶٫۷۱  |            |       |
| آبدالا بوکارام                                               | Fuerza Ecuador                          | ۴۵۵٬۱۸۷    | ۴٫۸۲  |            |       |
| ایوان اسپینل مولینا                                          | Fuerza Compromiso Social                | ۲۹۹٬۸۴۰    | ۳٫۱۸  |            |       |
| پاتریسیو زوکیلاندا دوکو                                      | Partido Sociedad Patriótica 21 de Enero | ۷۲٬۶۷۹     | ۰٫۷۷  |            |       |
| واشینگتون پسانتز                                             | Movimiento Unión Ecuatoriana            | ۷۱٬۱۰۷     | ۰٫۷۵  |            |       |
| آرای سفید/باطله                                              | آرای سفید/باطله                         | ۱٬۰۲۲٬۸۱۲  | –     | ۷۳۷٬۶۰۰    | –     |
| مجموع                                                        | مجموع                                   | ۱۰٬۴۷۰٬۱۷۴ | ۱۰۰   | ۱۰٬۵۷۷٬۹۸۲ | ۱۰۰   |
| رای‌دهندگان نام‌نویسی‌شده/مشارکت                                | رای‌دهندگان نام‌نویسی‌شده/مشارکت           | ۱۲٬۸۲۶٬۹۲۸ | ۸۱٫۶۳ | ۱۲٬۸۱۶٬۶۹۸ | ۸۲٫۹۸ |
| منبع: CNE بایگانی‌شده در ۲۵ سپتامبر ۲۰۲۰ توسط Wayback Machine |                                         |            |       |            |       |

### مجلس ملی
| حزب                                                      | آرا         | ٪     | کرسی‌ها | کرسی‌ها | کرسی‌ها       | کرسی‌ها | کرسی‌ها |  |
| حزب                                                      | آرا         | ٪     | ملی    | استانی | خارج از کشور | مجموع  | +/–    |  |
| -------------------------------------------------------- | ----------- | ----- | ------ | ------ | ------------ | ------ | ------ |  |
| Alianza PAIS                                             | ۴۰٬۰۹۱٬۵۴۴  | ۳۹٫۰۷ | ۷      | ۶۳     | ۴            | ۷۴     | –۲۶    |  |
| CREO-SUMA                                                | ۲۰٬۵۸۹٬۴۶۰  | ۲۰٫۰۶ | ۳      | ۲۹     | ۲            | ۳۴     | +۲۲    |  |
| Partido Social Cristiano                                 | ۱۶٬۳۱۹٬۹۸۹  | ۱۵٫۹۰ | ۳      | ۱۲     | ۰            | ۱۵     | +۹     |  |
| Fuerza Ecuador                                           | ۴٬۸۷۰٬۸۶۳   | ۴٫۷۵  | ۱      | ۰      | ۰            | ۱      | نو     |  |
| Izquierda Democrática                                    | ۳٬۸۶۶٬۷۷۸   | ۳٫۷۷  | ۱      | ۳      | ۰            | ۴      | +۲     |  |
| Sociedad Patriotica                                      | ۳٬۰۱۷٬۷۲۲   | ۲٫۹۴  | ۰      | ۲      | ۰            | ۲      | -۳     |  |
| Pachakutik                                               | ۲٬۷۴۰٬۰۴۳   | ۲٫۶۷  | ۰      | ۴      | ۰            | ۴      | –۱     |  |
| Avanza                                                   | ۲٬۲۰۸٬۰۲۶   | ۲٫۱۵  | ۰      | ۰      | ۰            | ۰      | –۵     |  |
| Fuerza ¡Compromiso Social!                               | ۲٬۰۱۰٬۵۶۵   | ۱٫۹۶  | ۰      | ۰      | ۰            | ۰      | نو     |  |
| Unidad Popular                                           | ۱٬۶۳۸٬۱۳۷   | ۱٫۶۰  | ۰      | ۰      | ۰            | ۰      | نو     |  |
| Partido Adelante Ecuatoriano Adelante                    | ۱٬۳۵۴٬۹۳۰   | ۱٫۳۲  | ۰      | ۰      | ۰            | ۰      | نو     |  |
| Centro Democratico                                       | ۱٬۱۷۴٬۴۶۷   | ۱٫۱۴  | ۰      | ۰      | ۰            | ۰      | نو     |  |
| Movimiento Concertación                                  | ۱٬۰۳۵٬۰۸۹   | ۱٫۰۱  | ۰      | ۰      | ۰            | ۰      | –۱     |  |
| Partido Socialista                                       | ۸۸۵٬۶۵۸     | ۰٫۸۶  | ۰      | ۰      | ۰            | ۰      | ۰      |  |
| Unión Ecuatoriana                                        | ۸۱۴٬۲۵۳     | ۰٫۷۹  | ۰      | ۰      | ۰            | ۰      | نو     |  |
| Independientes                                           | –           | –     | –      | ۳      | ۰            | ۳      | ۰      |  |
| مجموع                                                    | ۱۰۲٬۶۱۷٬۵۲۴ | ۱۰۰   | ۱۵     | ۱۱۶    | ۶            | ۱۳۷    | ۰      |  |
|                                                          |             |       |        |        |              |        |        |  |
| آرای درست                                                | ۸٬۱۴۹٬۴۸۶   | ۷۷٫۷۹ |        |        |              |        |        |  |
| آرای سفید/باطله                                          | ۲٬۳۲۶٬۷۴۵   | ۲۲٫۲۱ |        |        |              |        |        |  |
| مجموع                                                    | ۱۰٬۴۷۶٬۲۳۱  | ۱۰۰   |        |        |              |        |        |  |
| رأی‌دهندگان نام‌نویسی‌شده/مجموع                             | ۱۲٬۸۲۶٬۹۲۸  | ۸۱٫۶۷ |        |        |              |        |        |  |
| منبع: CNE بایگانی‌شده در ۱۲ اوت ۲۰۱۷ توسط Wayback Machine |             |       |        |        |              |        |        |  |